# Whitstable

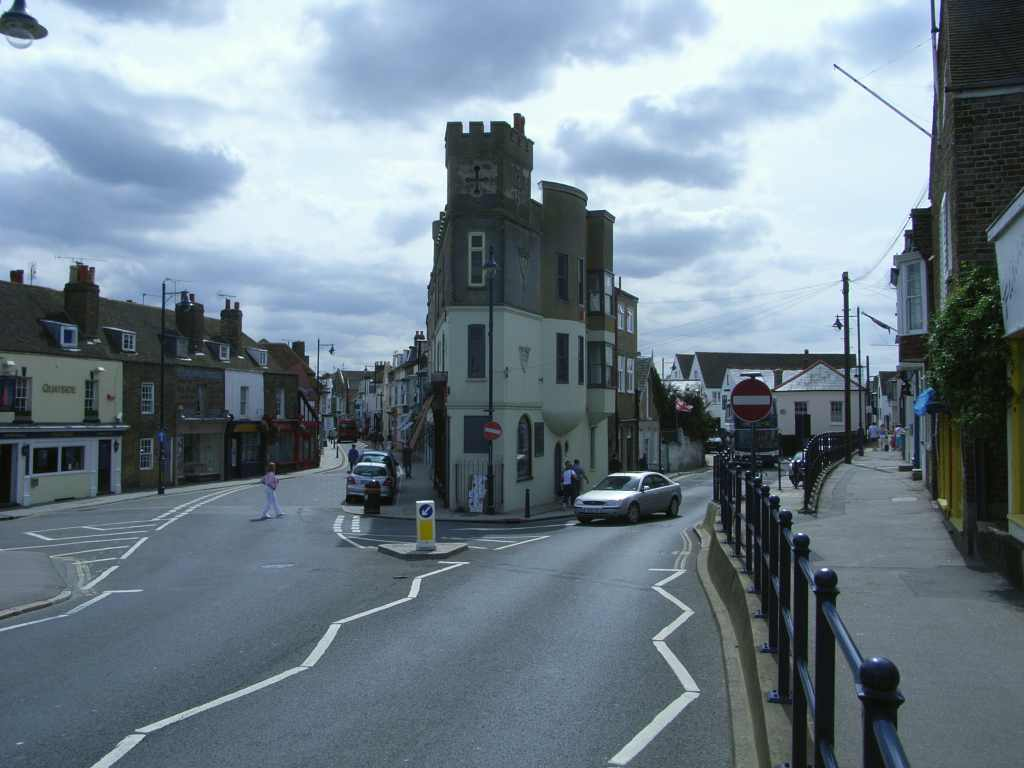
Whitstable

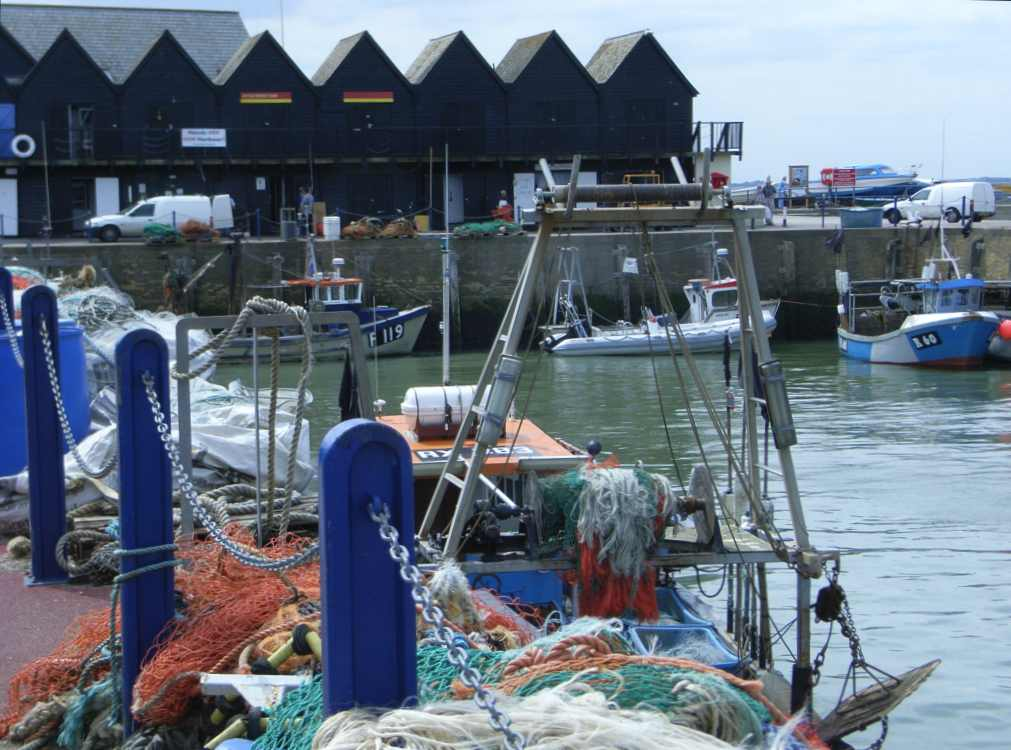
Hafen

Whitstable ist ein Ort an der Nordküste der englischen Grafschaft Kent im Vereinigten Königreich. Er gehört zum Verwaltungsbezirk City of Canterbury. Bedeutung erhält der Ort insbesondere durch seinen Austernhandel und den Fischereihafen. Ab 1830 gab es mit der Bahnstrecke Canterbury–Whitstable 120 Jahre lang eine direkte Schienenverbindung in das zehn Kilometer südlich gelegene Canterbury. Whitstable hat 32.000 Einwohner.
Der Schauspieler Peter Cushing verbrachte seinen Lebensabend im Ort.

## Sehenswürdigkeiten
- Playhouse Theatre Whitstable
- Windmühle von 1815
- Maunsell Fort, Seefestungen aus dem Zweiten Weltkrieg, 14 km vor der Küste
- Whitstable Castle
- Whitstable Beaches
- Whitstable Harbour

## Persönlichkeiten
- Herbert H. Read (1889–1970), Geologe
- Alan W. Bishop (1920–1988), Pionier der Bodenmechanik
- David Williamson, Baron Williamson of Horton (1934–2015), Staatsbediensteter, Mitglied des House of Lords
- John Archer (1936–1987), Fußballspieler
- Hugh Hopper (1945–2009), Musiker und Komponist
- Roger Turner (* 1946), Musiker
- Lynn Paula Russell (* 1949), Zeichnerin, Malerin, Schauspielerin und Autorin
- Steve Johnson (* 1953), Bildhauer und Zeichner
- Sean Kerly (* 1960), Hockeyspieler
- Hugh Pritchard (* 1968), Biathlet